# Althoff-Amboss-Film

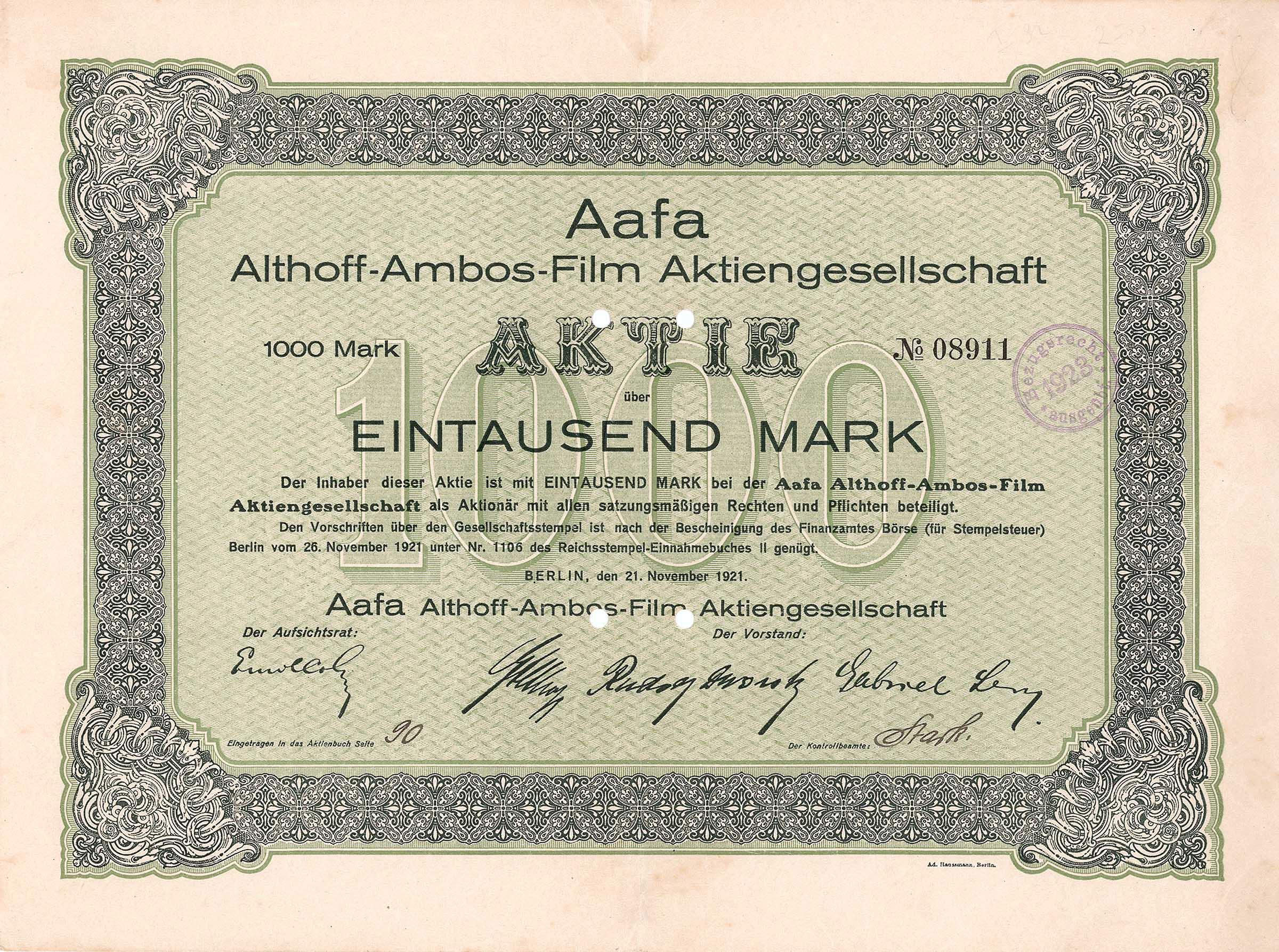
Aktie über 1000 Mark der Aafa Althoff-Ambos-Film AG vom 21. November 1921 mit Unterschriften der Vorstände Rudolf Dworsky und Gabriel Levy

Die Althoff-Ambos-Film AG (AAFA Film) war eine deutsche Filmproduktionsgesellschaft in den 1920er Jahren während der Weimarer Republik.

## Geschäftsbereiche
Die Gesellschaft beschäftigte sich mit der Herstellung und Fabrikation von belichteten Filmen,
dem Vertrieb im In- und Ausland sowie dem Betreiben von Lichtspielhäusern.

## Firmengeschichte
Vorgänger der Aafa AG war die am 2. Juni 1920 gegründete Firma „Radio-Film AG“. Bereits am 10. Juli 1920 erfolgte die erste Börsennotierung. Im Laufe des Jahres 1921 kam es zu einer starken Expansion. Die Radio-Film-AG übernahm zunächst die Firmen von Gustav Althoff in Berlin, Hamburg, Dortmund, Köln, Frankfurt a. M., München, Breslau und Danzig. Später kamen noch die von Rudolf Dworsky und Gabriel Levy geführte „Ambos-Film-Export Dworsky & Levy KG“ und Levys Firma „Ambos-Film GmbH“ sowie die „Amboß-Film Dworsky & Co“ hinzu. Aufgrund dieser Übernahmen vollzog die „Radio-Film AG“ nur ein Jahr nach ihrer Gründung eine Umfirmierung und ging am 20. März 1921 unter dem neuen Namen „Aafa – Althoff-Ambos-Film AG“ erneut an die Börse. Gemäß einer Börsennotiz erschien die Aktie im Freiverkehr an der Börse in Hannover.
Die Firma produzierte eine große Menge an Filmen in der Stummfilm-Ära. Darunter waren auch Produktionen mit Filmgrößen wie Leni Riefenstahl.
Auf der Generalversammlung vom 24. April 1933 wurde die Fusion mit der Hochfrequenz-Maschinen Aktiengesellschaft für drahtlose Telegraphie beschlossen. Nachdem die AG bereits in der Gewinn- und Verlustrechnung für das Geschäftsjahr 1932 einen Verlust von 111.113,72 RM ausgewiesen hatte, wurde die Eigenproduktion von Spielfilmen zum Jahresende 1933 komplett eingestellt. Doch der Versuch, das Unternehmen durch Konzentration auf das Verleihgeschäft zu sanieren, scheiterte. Im Herbst 1934 wurde zunächst ein Vergleich angestrebt und am 23. Oktober das Konkursverfahren eröffnet.
Die Handelsregisterakten der Aafa-Film AG werden im Landesarchiv Berlin verwahrt (Bestand A Rep. 342-02, Nr. 57576).

## Firmenleitung
Vorstand (1932)
- Gabriel Gustav Levy (Direktor) (* 1881)
- Paul Nitzpon (Stellv.)
- Emil Cohn
- Stefan Neumann

Vorstand (April–August 1933)
- Hugo Emsmann
- Paul Nitzpon

Vorstand (ab August 1933)
- Paul Nitzpon
- Dr. Heinrich Schuhmacher

Aufsichtsrat (1932)
- Georg Wolf (Vors. Generaldirektor)
- Edmund Nehrkorn (Stellv. Direktor)
- Hugo Fleischmann
- Walter Treuenfels
- Georg Maerz (Bank-Direktor)
- Heinrich Schuhmacher
- Felix Drucker (Fabrikbesitzer)
- Julius Drucker (Fabrikbesitzer)

## Filmographie (Auswahl)
- 1922 Bigamie
- 1922 Der Passagier in der Zwangsjacke
- 1922 Nur eine Nacht stumm
- 1922 Der große Dieb
- 1923 Der Schatz der Gesine Jakobsen
- 1923 Der Menschenfeind
- 1923 Wilhelm Tell
- 1926 Der lachende Ehemann
- 1926 Küssen ist keine Sünd…
- 1927 Rinaldo Rinaldini
- 1927 Der größte Gauner des Jahrhunderts
- 1930 Stürme über dem Mont Blanc (Leni Riefenstahl)
- 1931 Der weiße Rausch – neue Wunder des Schneeschuhs (Leni Riefenstahl)
- 1931 Lügen auf Rügen
- 1932 Ludwig Manfred Lommel
- 1932 Aafa Kunterbunt I, II
- 1932 Abenteuer im Engadin
- 1932 Theodor Körner
- 1933 Die Fahrt ins Grüne
- 1933 Das Tankmädel
- 1934 Hanneles Himmelfahrt